# イタリアの河川の一覧

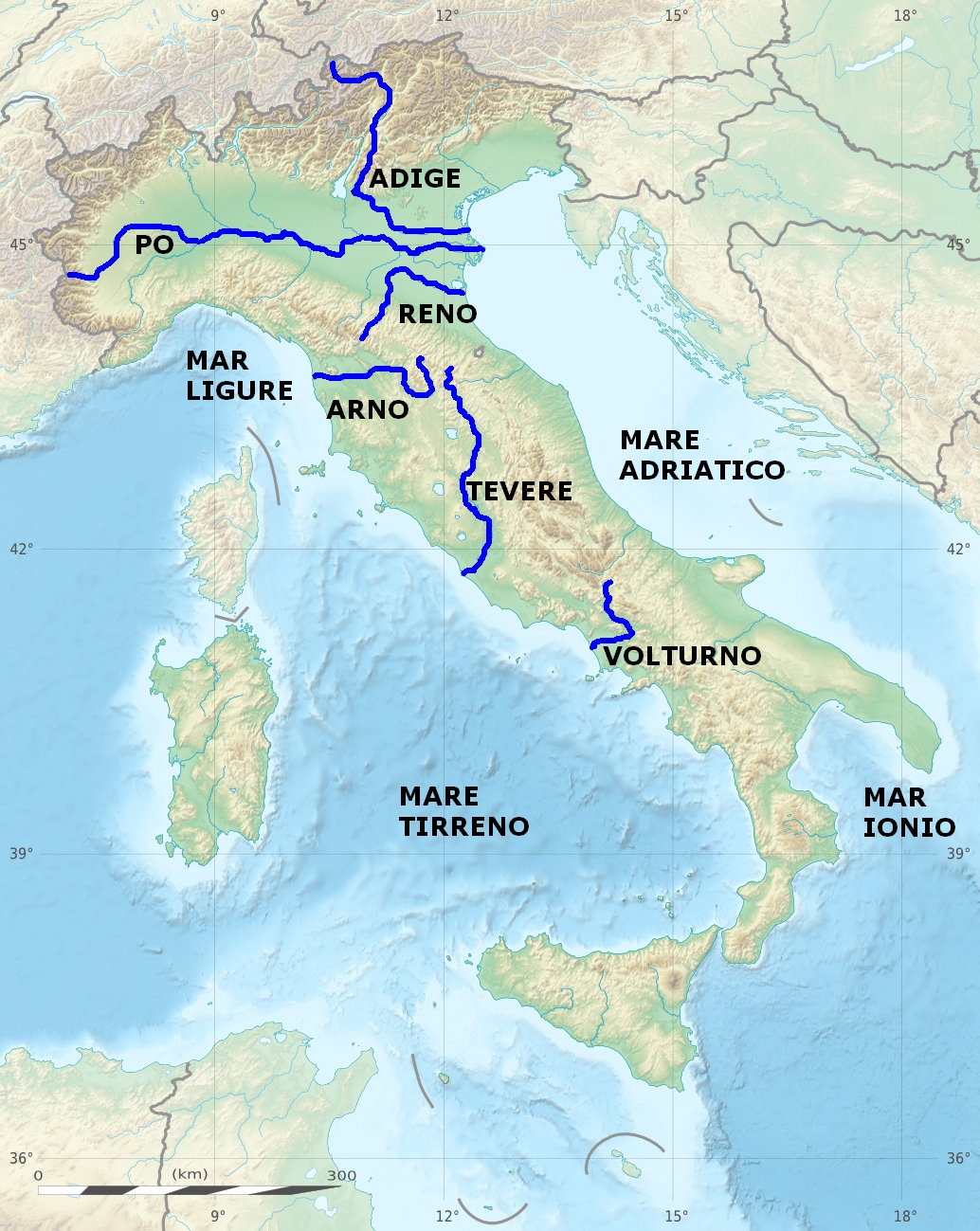
イタリアの主要河川図

イタリアの河川の一覧（イタリアのかせんのいちらん）は、イタリアを流れる主な河川を、長さ順に記載した一覧。
掲載基準は長さが100km以上の河川とする。他国を流れる距離を含めて100kmを超える河川、100kmを超える運河は分けて記載している。

## 概説
イタリアの国土の大半は半島であり、イタリア半島を縦貫する形でアペニン山脈がそびえ、水域を南西-北東に二分割している。そのため、イタリアの河川は概して他のヨーロッパ地域の河川よりも短くなっている。
一方で河川数は多数（およそ1200以上）に及び、そのため他のヨーロッパ諸国と比較して多数の河口が存在する。これは、イタリアの降水量が比較的多いことや、国土の北部に雪原や氷河に富んだアルプス山脈が存在すること、中央南部と沿岸部にアペニン山脈が存在することによる。
各河川の重要指標（流量、河川長など）は、土壌の特性、すなわち河川勾配や透水性の大小にも依存する。
イタリアで最長の河川は、ポー平原に沿って652kmを流れるポー川である。

## イタリア国内で長さが100km以上の河川一覧
| #  | 河川名                         | イタリア語表記       | 長さ    | 水源地 | 流出先 / 流出地 | 流域                                                               | 備考 | 出典                     |
| -- | ------------------------------ | -------------------- | ------- | --- | --- | ------------------------------------------------------------------ | --- | ------------------------ |
| 1  | ポー川                         | Po                   | 652km   | モンテ・ヴィーゾ（クーネオ県クリッソーロ）                                                                            | アドリア海 / ロヴィーゴ県 | ピエモンテ州、ロンバルディア州、エミリア＝ロマーニャ州、ヴェネト州 | | [ 2 ] [ 3 ] [ 4 ] [ 5 ]  |
| 2  | アディジェ川                   | Adige                | 410km   | レジア湖付近 | アドリア海 / ヴェネツィア県キオッジャ付近 | トレンティーノ＝アルト・アディジェ州、ヴェネト州                   | | [ 6 ] [ 4 ]              |
| 3  | テヴェレ川                     | Tevere               | 405km   | モンテ・フマイオーロ                                                                                                  | ティレニア海 / フィウミチーノ、ローマ間 | エミリア＝ロマーニャ州、トスカーナ州、ウンブリア州、ラツィオ州     | | [ 7 ] [ 8 ] [ 9 ]        |
| 4  | アッダ川                       | Adda                 | 313km   | ヴァル・アルピセッラ（ソンドリオ県ヴァルディデントロ）                                                                | ポー川 / ローディ県カステルヌオーヴォ・ボッカ・ダッダ、クレモナ県スピナデスコ間                                                                                                   | ロンバルディア州                                                   | ポー川水系                                                                                               | [ 3 ]                    |
| 5  | オーリオ川                     | Oglio                | 280km   | ブレシア県ポンテ・ディ・レーニョ                                                                                      | ポー川 / マントヴァ県ボルゴフォルテ付近 | ロンバルディア州                                                   | ポー川水系                                                                                               | [ 3 ]                    |
| 6  | タナロ川                       | Tanaro               | 276km   | サッカレッロ山 | ポー川 / アレッサンドリア県バッシニャーナ付近 | ピエモンテ州、リグーリア州                                         | ポー川水系                                                                                               | [ 2 ]                    |
| 7  | ティチーノ川                   | Ticino               | 248km   | スイス・ノヴェーナ峠                                                                                                  | ポー川 / パヴィーア県リナローロ・ヴァッカリッツァ地区付近 | スイス、ピエモンテ州、ロンバルディア州                             | ポー川水系                                                                                               | [ 2 ]                    |
| 8  | アルノ川                       | Arno                 | 241km   | ファルテローナ山（アレッツォ県プラトヴェッキオ・スティーア）                                                          | リグリア海 / ピサ・マリーナ・ディ・ピサ地区 | トスカーナ州                                                       | | [ 7 ]                    |
| 9  | ピアーヴェ川                   | Piave                | 220km   | ペラルバ山 | アドリア海 / ヴェネツィア県イェーゾロ・コルテッラッツォ地区付近 | フリウリ＝ヴェネツィア・ジュリア州、ヴェネト州                     | | [ 4 ]                    |
| 10 | レーノ川                       | Reno                 | 212km   | ピストイア県サン・マルチェッロ・ピストイエーゼ                                                                        | アドリア海 / フェラーラ県コマッキオ・リド・ディ・スピナ地区とラヴェンナ県ラヴェンナ・カザルボルセッティ地区の間                                                                   | トスカーナ州、エミリア＝ロマーニャ州                               | | [ 5 ] [ 7 ]              |
| 11 | サルカ川-ミンチョ川            | Sarca-Mincio         | 203km   | サルカ川：レンデーナ峡谷（トレント自治県ピンツォーロ） ミンチョ川：ガルダ湖（ヴェローナ県ペスキエーラ・デル・ガルダ） | ポー川 / マントヴァ県ロンコフェッラーロ・ゴヴェルノロ地区付近 | トレンティーノ＝アルト・アディジェ州、ヴェネト州、ロンバルディア州 | ポー川水系。サルカ川(77km)とガルダ湖、ミンチョ川(75km)を一体と見做した場合。                             | [ 3 ] [ 6 ] [ 4 ] [ 10 ] |
| 12 | ヴォルトゥルノ川               | Volturno             | 175km   | カーポ・ヴォルトゥルノ泉（イゼルニア県ロッケッタ・ア・ヴォルトゥルノ）                                                | ティレニア海 / カゼルタ県カステル・ヴォルトゥルノ付近 | モリーゼ州、カンパニア州                                           | | [ 11 ] [ 12 ]            |
| 13 | ブレンタ川                     | Brenta               | 174km   | レヴィコ湖とカルドナッツォ湖の間                                                                                      | アドリア海 / ヴェネツィア県キオッジャ付近 | トレンティーノ＝アルト・アディジェ州、ヴェネト州                   | | [ 6 ] [ 4 ]              |
| 14 | セッキア川                     | Secchia              | 172km   | スッチーゾ山 | ポー川 / マントヴァ県サン・ベネデット・ポー付近 | エミリア＝ロマーニャ州、ロンバルディア州                           | ポー川水系                                                                                               | [ 3 ] [ 5 ]              |
| 15 | タリアメント川                 | Tagliamento          | 170km   | マウリア峠 | アドリア海 / ウーディネ県リニャーノ・サッビアドーロ、ヴェネツィア県サン・ミケーレ・アル・タリアメント間                                                                           | フリウリ＝ヴェネツィア・ジュリア州、ヴェネト州                     | | [ 4 ] [ 13 ]             |
| 15 | オファント川                   | Ofanto               | 170km   | アヴェッリーノ県トレッラ・デイ・ロンバルディ                                                                          | アドリア海 / バルレッタ＝アンドリア＝トラーニ県バルレッタ、マルゲリータ・ディ・サヴォイア間                                                                                       | カンパニア州、バジリカータ州、プッリャ州                           | | [ 12 ] [ 14 ] [ 15 ]     |
| 17 | オンブローネ川                 | Ombrone              | 160km   | シエーナ県カステルヌオーヴォ・ベラルデンガ・サン・グズメ地区                                                          | ティレニア海 / グロッセート付近 | トスカーナ州                                                       | | [ 7 ]                    |
| 17 | キエーゼ川                     | Chiese               | 160km   | フーモ山（アダメッロ山地）                                                                                            | オーリオ川 / マントヴァ県 | トレンティーノ＝アルト・アディジェ州、ロンバルディア州             | ポー川水系                                                                                               | [ 3 ] [ 6 ]              |
| 17 | ドーラ・バルテーア川           | Dora Baltea          | 160km   | クールマイユール・エントレヴェス地区                                                                                  | ポー川 / ヴェルチェッリ県クレシェンティーノ付近 | ヴァッレ・ダオスタ州、ピエモンテ州                                 | ポー川水系                                                                                               | [ 2 ] [ 16 ]             |
| 20 | リーリ川-ガリリャーノ川        | Liri-Garigliano      | 158km   | シンブルイーニ山 | ティレニア海 / ラティーナ県ミントゥルノ、カゼルタ県セッサ・アウルンカ間 | アブルッツォ州、ラツィオ州、カンパニア州                           | リーリ川(120km)とガリリャーノ川(38km)を一体と見なした場合。                                              | [ 9 ] [ 17 ] [ 12 ]      |
| 21 | ボルミダ川                     | Bormida              | 153km   | サヴォーナ県カステルヴェッキオ・ディ・ロッカ・バルベーナ                                                              | タナロ川 / アレッサンドリア県 | リグーリア州、ピエモンテ州                                         | ポー川水系                                                                                               | [ 2 ]                    |
| 22 | ティルソ川                     | Tirso                | 152km   | プンタ・ピアネッダ(Punta Pianedda)                                                                                    | オリスターノ湾（サルデーニャ海） / オリスターノ付近 | サルデーニャ州                                                     | | [ 18 ]                   |
| 22 | アテルノ川-ペスカーラ川        | Aterno-Pescara       | 152km   | アテルノ川：モンティ・デッラ・ラガ ペスカーラ川：ペスカーラ県ポーポリ                                                 | アテルノ川：ポーポリ付近でペスカーラ川に流入。 ペスカーラ川：ペスカーラ付近でアドリア海へ流入。                                                                                   | アブルッツォ州                                                     | アテルノ川とペスカーラ川を一体と見なした場合。                                                           | [ 19 ]                   |
| 24 | バセント川                     | Basento              | 149km   | アリオーソ山(Monte Arioso)                                                                                            | イオニア海 / マテーラ県ピスティッチ付近 | バジリカータ州                                                     | | [ 15 ]                   |
| 25 | パーナロ川                     | Panaro               | 148km   | スコルテンナ川とレーオ川の合流点（モデナ県パヴッロ・ネル・フリニャーノ付近）                                          | ポー川 / フェラーラ県ボンデーノ付近 | エミリア＝ロマーニャ州                                             | ポー川水系                                                                                               | [ 5 ]                    |
| 26 | イメラメリディオナーレ川       | Imera meridionale    | 144km   | カテリネチ峰(Pizzo Caterineci)（マドニエ山地）                                                                        | シチリア海峡 / アグリジェント県リカータ付近 | シチリア州                                                         | 別名：サルソ川                                                                                           | [ 21 ]                   |
| 27 | アゴーニャ川                   | Agogna               | 140km   | モッタローネ | ポー川 / パヴィーア県メッツァーナ・ビーリ付近 | ピエモンテ州、ロンバルディア州                                     | ポー川水系                                                                                               | [ 3 ]                    |
| 27 | モントーネ川                   | Montone              | 140km   | ムラリョーネ峠（フォルリ＝チェゼーナ県ポルティコ・エ・サン・ベネデット）                                              | フィウーミ・ウニーティ川 / ラヴェンナ付近 | エミリア＝ロマーニャ州                                             | | [ 5 ]                    |
| 29 | セージア川                     | Sesia                | 139.6km | セージア氷河（ヴェルチェッリ県アラーニャ・ヴァルセージア）                                                            | ポー川 / アレッサンドリア県フラッシネート・ポー付近 | ピエモンテ州、ロンバルディア州                                     | ポー川水系                                                                                               | [ 2 ] [ 3 ]              |
| 30 | アグリ川                       | Agri                 | 136km   | セッラ・ディ・カルヴェッロ(Serra di Calvello)                                                                         | ターラント湾 / マテーラ県スカンツァーノ・イオーニコ付近 | バジリカータ州                                                     | | [ 15 ]                   |
| 31 | ロンコ川                       | Ronco                | 135km   | ファルテローナ山 | フィウーミ・ウニーティ川 / ラヴェンナ付近 | エミリア＝ロマーニャ州                                             | | [ 5 ]                    |
| 32 | ランブロ川                     | Lambro               | 130km   | メラネスタ泉（コモ県マグレーリオ）                                                                                    | ポー川 / ローディ県センナ・ロディジャーナ付近 | ロンバルディア州                                                   | ポー川水系                                                                                               | [ 3 ]                    |
| 33 | フルメンドーザ川               | Flumendosa           | 127km   | ペルダ・アイラ山(Monte Perda Aira)                                                                                    | ティレニア海 / 南サルデーニャ県ヴィッラプッツ付近 | サルデーニャ州                                                     | | [ 18 ]                   |
| 34 | サヴィオ川                     | Savio                | 126km   | モンテ・フマイオーロ（フォルリ＝チェゼーナ県ヴェルゲレート）                                                          | アドリア海 / ラヴェンナ・リド・ディ・サヴィオ地区付近 | エミリア＝ロマーニャ州                                             | | [ 5 ]                    |
| 34 | ターロ川                       | Taro                 | 126km   | ペンナ山 | ポー川 / パルマ県シッサ・トレカザーリ付近 | エミリア＝ロマーニャ州                                             | ポー川水系                                                                                               | [ 5 ]                    |
| 36 | セーリオ川                     | Serio                | 124km   | トレナ山 | アッダ川 / クレモナ県モントーディネ付近 | ロンバルディア州                                                   | ポー川水系                                                                                               | [ 3 ]                    |
| 37 | サングロ川                     | Sangro               | 122km   | モッローネ・デル・ディアボロ山(Monte Morrone del Diavolo)（ラクイラ県ペスカッセーロリ）                               | アドリア海 / キエーティ県トリーノ・ディ・サングロ、フォッサチェジーア間 | アブルッツォ州                                                     | | [ 17 ]                   |
| 38 | オローナ川                     | Olona                | 121km   | ヴァレーゼ・ラーサ・ディ・バレーゼ地区                                                                                | オローナ川：ミラノ市サン・クリストフォーロ地区でランブロ・マリディオナーレ川へ流入。 ランブロ・マリディオナーレ川：ミラノ市サンタンジェロ・ロディジャーノ地区でランブロ川へ流入。 | ロンバルディア州                                                   | ポー川水系。オローナ川(71km)とランブロ・マリディオナーレ川(46km)、その間の暗渠部分を一体と見なした場合。 | [ 3 ] [ 22 ]             |
| 38 | メタウロ川                     | Metauro              | 121km   | ボッカ・トラバリア峠                                                                                                  | アドリア海 / ペーザロ・エ・ウルビーノ県ファーノ付近 | マルケ州                                                           | 上流のメータ川(11km)を含む。                                                                             | [ 23 ]                   |
| 40 | ブラダノ川                     | Bradano              | 120km   | ポテンツァ県アヴィリアーノ                                                                                            | ターラント湾 / マテーラ県ベルナルダ付近 | バジリカータ州、プッリャ州                                         | | [ 15 ]                   |
| 40 | リーリ川                       | Liri                 | 120km   | シンブルイーニ山（ラクイラ県カッパドーチャ）                                                                          | ガリリャーノ川 / フロジノーネ県サンタポッリナーレ付近 | アブルッツォ州、ラツィオ州                                         | | [ 9 ] [ 17 ]             |
| 42 | バッキリオーネ川               | Bacchiglione         | 119.3km | ヴィチェンツァ県ドゥエヴィッレ                                                                                        | ブレンタ川 / ヴェネツィア県キオッジャ・カ・パスクア(Ca' Pasqua)地区付近 | ヴェネト州                                                         | アドリア海至近で合流。資料により100km未満に扱われる場合もある。                                          | [ 4 ] [ 24 ]             |
| 43 | トレッビア川                   | Trebbia              | 118km   | モンテ・プレラ（ジェノヴァ県トッリーリア）                                                                            | ポー川 / ピアチェンツァ付近 | リグーリア州、エミリア＝ロマーニャ州                               | ポー川水系                                                                                               | [ 25 ] [ 5 ]             |
| 44 | スクリーヴィア川               | Scrivia              | 117.2km | ジェノヴァ県モントッジョ                                                                                              | ポー川 / パヴィーア県コルナーレ・エ・バスティーダ付近 | リグーリア州、ピエモンテ州、ロンバルディア州                       | ポー川水系                                                                                               | [ 2 ] [ 25 ]             |
| 45 | コギーナス川                   | Coghinas             | 116km   | モンティ・ディ・アラ(Monti di Alà)（サッサリ県アラ・デイ・サルディ）                                                  | アジナーラ湾 / サッサリ県バデージ付近 | サルデーニャ州                                                     | 上流のRiu Mannu di Berchiddaを含むと123km。                                                              | [ 18 ] [ 26 ]            |
| 45 | ネーラ川                       | Nera                 | 116km   | ポルケ・ディ・ヴァッリンファンテ（マチェラータ県カステルサンタンジェロ・スル・ネーラ）                                | テヴェレ川 / ヴィテルボ県オルテ付近 | マルケ州、ウンブリア州、ラツィオ州                                 | | [ 8 ] [ 23 ]             |
| 47 | ストゥーラ・ディ・デモンテ川   | Stura di Demonte     | 115.4km | マッダレーナ峠（ラルシュ峠）                                                                                          | タナロ川 / クーネオ県ケラスコ付近 | ピエモンテ州                                                       | ポー川水系                                                                                               | [ 2 ]                    |
| 48 | トロント川                     | Tronto               | 115km   | チーマ・デッラ・ラゲッタ                                                                                              | アドリア海 / アスコリ・ピチェーノ県サン・ベネデット・デル・トロント、テーラモ県マルティンシクーロ間                                                                               | マルケ州、ラツィオ州、アブルッツォ州                               | | [ 23 ] [ 9 ] [ 17 ]      |
| 49 | シメト川                       | Simeto               | 113km   | ネブロディ山脈 | カターニア湾（イオニア海） / カターニア付近 | シチリア州                                                         | | [ 21 ]                   |
| 50 | リヴェンツァ川                 | Livenza              | 112km   | Valchiusana泉（ポルデノーネ県ポルチェニーゴ）                                                                         | ヴェネツィア湾 / ヴェネツィア県カオルレ | フリウリ＝ヴェネツィア・ジュリア州、ヴェネト州                     | | [ 4 ] [ 13 ]             |
| 51 | マイラ川                       | Maira                | 111.1km | マウリン峠（メリ峠）                                                                                                  | ポー川 / トリノ県ロンブリアスコ付近 | ピエモンテ州                                                       | ポー川水系                                                                                               | [ 2 ]                    |
| 52 | セルキオ川                     | Serchio              | 111km   | シッラーノ山(Monte Sillano)                                                                                           | リグリア海 / ヴェッキアーノ、サン・ジュリアーノ・テルメ間 | トスカーナ州                                                       | | [ 7 ]                    |
| 53 | フォルトーレ川                 | Fortore              | 110km   | アルティエーリ山（ベネヴェント県モンテファルコーネ・ディ・ヴァル・フォルトーレ）                                      | アドリア海 / フォッジャ県セッラカプリオーラ付近 | カンパニア州、モリーゼ州、プッリャ州                               | | [ 11 ] [ 12 ] [ 14 ]     |
| 54 | カローレ・イルピーノ川         | Calore Irpino        | 108km   | アッチェッリカ山 | ヴォルトゥルノ川 / ベネヴェント県アモロージ付近 | カンパニア州                                                       | | [ 12 ]                   |
| 55 | チェルヴァーロ川               | Cervaro              | 105km   | グロッサテリア山(Monte Grossateglia)（フォッジャ県モンテレオーネ・ディ・プーリア）                                    | マンフレドニア湾（アドリア海） / フォッジャ県マンフレドーニア付近 | カンパニア州、プッリャ州                                           | | [ 12 ] [ 14 ]            |
| 55 | ノーチェ川                     | Noce                 | 105km   | コルノ・デイ・トレ・シニョーリ                                                                                        | アディジェ川 / トレント自治県ザンバーナ付近 | トレンティーノ＝アルト・アディジェ州                               | | [ 6 ]                    |
| 55 | ディッタイーノ川               | Dittaino             | 105km   | エンナ県ヴァルグアルネーラ(Valguarnera)                                                                               | シメト川 / カターニア付近 | シチリア州                                                         | | [ 21 ]                   |
| 58 | プラターニ川                   | Platani              | 103km   | モンティシカニ山地（アグリジェント県サント・ステーファノ・クイスクイーナ）                                            | シチリア海峡 / アグリジェント県リベーラ、カットーリカ・エラクレーア間 | シチリア州                                                         | 別名にアリコ川(Alico)                                                                                    | [ 21 ]                   |
| 59 | ボルミダ・ディ・ミッレージモ川 | Bòrmida di Millèsimo | 102.3km | スクラヴァイオン峠 | ボルミダ・ディ・スピーニョ川 / アレッサンドリア県ビスターニョ付近 | リグーリア州、ピエモンテ州                                         | ポー川水系                                                                                               | [ 2 ] [ 25 ]             |

- ポー川流域図
- アディジェ川流域図
- テヴェレ川流域図
- アッダ川流域図
- オーリオ川流域図
- タナロ川流域図
- ティチーノ川流域図
- アルノ川流域図
- ピアーヴェ川流域図
- レーノ川流域図
- サルカ川・ミンチョ川流域図
- ヴォルトゥルノ川流域図

## 他国を含め長さが100km以上の河川一覧
| # | 河川名             | イタリア語表記 | 長さ  | 水源地                       | 流出先 / 流出地                             | 流域                                                                                       | 備考                                 | 出典   |
| - | ------------------ | -------------- | ----- | ---------------------------- | ------------------------------------------- | ------------------------------------------------------------------------------------------ | ------------------------------------ | ------ |
| 1 | ドラーヴァ川       | Drava          | 749km | ドッビアーコ峠               | ドナウ川 / クロアチア・セルビア国境         | トレンティーノ＝アルト・アディジェ州、 オーストリア、 スロベニア、 クロアチア、 ハンガリー |                                      | [ 6 ]  |
| 2 | イゾンツォ川       | Isonzo         | 136km | スロベニア・ジャロベック山   | トリエステ湾 / ゴリツィア県スタランツァーノ | スロベニア、フリウリ＝ヴェネツィア・ジュリア州                                             | スロベニア語での呼称はソチャ川(Soča) | [ 13 ] |
| 3 | ドーラ・リパリア川 | Dora Riparia   | 101km | フランス・モンジェネーヴル峠 | ポー川 / トリノ付近                         | フランス、ピエモンテ州                                                                     | ポー川水系                           | [ 2 ]  |

- ドラーヴァ川流域図
- イゾンツォ川流域図

## 長さが100km以上の運河
| # | 河川名                                           | イタリア語表記                    | 長さ  | 水源地                     | 流出先 / 流出地 | 流域                         | 備考 | 出典   |
| - | ------------------------------------------------ | --------------------------------- | ----- | -------------------------- | --------------- | ---------------------------- | ---- | ------ |
| 1 | タルタロ＝カナルビアンコ＝ポー・ディ・レヴァンテ | Tartaro-Canalbianco-Po di Levante | 147km |                            | アドリア海      | ヴェネト州、ロンバルディア州 |      | [ 27 ] |
| 2 | カナーレ・エミリアーノ・ロマーニョロ             | Canale Emiliano Romagnolo         | 135km | カーヴォ・ナポレオニコ運河 | ウーゾ川        | エミリア＝ロマーニャ州       |      | [ 5 ]  |